# Ana Rocha de Sousa
Ana Rita Rocha de Sousa (Lisboa, 25 de Outubro de 1978) é uma atriz e realizadora portuguesa.

## Biografia
Estreou-se na série Riscos, exibida em 1997 na RTP1. Desde então já entrou noutras produções televisivas como A Senhora das Águas, da RTP e as séries Maiores de 20 e Alves dos Reis, do mesmo canal, bem como A Raia dos Medos. Na TVI entrou em Sonhos Traídos e Mistura Fina e recentemente na SIC na série Jura.
No cinema Ana Rocha entrou, com uma participação especial, no No Dia dos Meus Anos (1991) de João Botelho tendo sido o seu primeiro trabalho de sempre. Fez parte do elenco de Até Onde?. Protagonizou em 2007 Beija-me de Aurélio Vasques. No teatro, entre outros espectáculos, integrou o elenco de Sonho de uma Noite de Verão no Teatro Nacional D. Maria II com encenação de João Ricardo. Paralelamente Ana Rocha trabalha como artista plástica, sendo licenciada em Pintura pela Faculdade de Belas-Artes da Universidade de Lisboa.Também trabalha como realizadora. Dirigiu o documentário Aqui e agora sobre Adriano Correia de Oliveira, a curta-metragem Quem nos Larga…, e diversos showcases de música de artistas como Sérgio Godinho, Maria João, Raquel Tavares, Xaile ou Aldina Duarte.
Depois de concluir a sua licenciatura em Artes Plásticas emigrou para Londres, onde estudou cinema e completou o seu mestrado em realização pela mão da escola de Mike Leigh, a London Film School. Realizou filmes como Laundriness, um documentário nomeado para melhor documentário internacional de estudantes, Minha Alma and You e No Mar.

## Prémios e Reconhecimentos
Sousa esteve por duas vezes consecutivas no "Short Film Corner", segmento de mercado de curtas do Festival de Cannes.
No Festival Internacional de Cinema de Veneza de 2020 venceu o Leão do Futuro e o Prémio Especial do Júri na secção "Horizontes", pela longa-metragem Listen. Tendo igualmente ganho os prémios Bisato d’Oro, Sorriso Diverso Veneza, Casa Wabi e HFPA, paralelos ao festival.
Em 2020, foi também galardoada com o Prémio Activa Mulheres Inspiradoras, na categoria Artes.
Voltou a ser premiada por Listen, em 2021, tendo ganho os prémios de Melhor Argumento e Melhor Realização nos Prémios Sophia atribuídos pela Academia Portuguesa de Cinema. 

## Carreira

### Televisão
- Riscos[4] - Mariana
- Jornalistas - Renata
- Médico de Família[4] - Dora
- Alves dos Reis - Vitória
- A Raia dos Medos[4] - Inês
- A Senhora das Águas - Mercês
- Um Estranho em Casa[12] - Ana
- Sonhos Traídos - Dulce Campos
- Morangos com Açúcar (1.ª série)[13] - Sofia
- Inspector Max - Rute (1.ª temporada) / Vitória (2.ª temporada)
- Mistura Fina - Mila Canelas
- Jura[4] - Letícia